# 竹内茂樹
竹内 茂樹（たけうち しげき、1959年1月5日 - ）は、日本の企業創業者、実業家。株式会社ギャガ（以後ギャガ）の共同創業者の一人。

## 人物
父は信州大学、愛知学院大学の名誉教授の竹内亨。長野県長野市出身。長野県長野高等学校を経て、1983年日本大学藝術学部映画学科演出コースを卒業。
1986年1月、パイオニアレーザーディスク入社（現ジェネオンユニバーサル）。国内外のメジャー映画レーベル導入を手がける。後、未公開ホラー映画のビデオ化のブームの火付け役の一人して、ジョージ.A.ロメロの「ゾンビ」（完全版）「ナイト・オブ・ザ・リビングデッド」「マーティン」のビデオ化を手がける。
同社在籍中にギャガ創業に参画。設立時資本の10％を保有（同社株式目論見書より）。その後、同社米国ニューヨーク駐在として同社の現地提携法人TRANS25及びFox/Lorber Associatesに勤務。
1987年に帰国後、同社取締役就任。映画配給事業を立ち上げる。「彼と彼　とても大きな水しぶき」（ディビッド・ホックニーのセミドキュメンタリー）「ルードボーイ」（パンクロックバンド”クラッシュ”のセミドキュメンタリー）を単館系でヒットさせる。後、映画「マザーテレサ」を買付。この作品と　愛娘との生別　離婚　友人　及び母の影響でクリスチャンに（聖イグナチオ協会）改宗。同作を以って、ギャガを独立系初の東宝、松竹の2つの興行チェーンに口座を持つ配給会社とする。
1991年「恋のゆくえ/ファビュラス・ベイカー・ボーイズ」をカンヌ映画祭で買付。
日本で初めて、洋画の配給委員会を日本ビクター、テレビ東京、WOWOWとともに組成。みゆき座で公開。4週間の興行で配収2億円を上げる。
1994年、映画「マスク」をストーリーボードだけで買付。日本において無名であったジム・キャリー、キャメロン・ディアスの来日を招請。配収20億円を上げるスーパーヒットとし、このヒットが破綻寸前であったギャガ社を救うことになる。
また「セブン」を現NBCユニバーサル日本代表の宮坂淳とシナリオ段階で評価。買付。同社の独立系ナンバーワンの地位を確固たるものにしていく。
2000年、株式会社マーベラスの常務取締役に就任。（https://www.amazon.co.jp/%E5%9D%82%E6%9C%AC-%E6%98%8E/e/B004L9NKD0）ゲーム事業を立ち上げ、セガ系であった同社において、任天堂との取引口座を開設。（https://www.nintendo.com/jp/index.html）
「ラブひな」シリーズを始めとして、数多くのテレビアニメのゲーム化を手掛ける。
また、竹内宏彰とともに、米国ワーナーより3DCGアニメ「アニマトリックス」の制作を受託。世界150万本を売るヒットとなる。同時にIPO担当役員として、同社のJASDAQ上場を果たす。のちに専務取締役就任。
上場資金を元に、ビクターインターラクティブソフトウェアを買収。牧場物語」を発売しヒットさせ、同作品のシリーズ化へのきっかけとする。またSNKプレイモア社より「King of Fighters」のゲームボーイアドバンス化権を取得。ワールドワイドのヒットとする。同時期に英国にスウェーデンのバーグサーラ社と共にRising Star Gamesを立ち上げ、同社ゲームソフトを世界発売出来る体制を作る。
その後、IPO担当役員として同社の東証2部上場を果たす。
2005年、NECインターチャネル社の代表取締役に就任。「テニスの王子様実写版2005」「無花果の顔」「渋谷区円山町」「ちーちゃんは悠久の向こう」の映画製作。ゲームにおいては「ウノたん」シリーズ他、ニンテンドーDSのその他カテゴリーを多く手がける。
2009年に同社のモバイル、PCオンライン、海外ゲーム事業をスピンオフさせMBO。インターグロー（現オーイズミ・アミューズ）を設立。英国にゲームブリッジ社を創立。任天堂DS及び3DSの日本のゲームソフト配信レーベルGoシリーズを立ち上げ、60作品超を配信。また自身がリターンライダーであり、NASのサーキットライセンスを持つことからイタリア・マイルストーン社の「ライド」「MotoGP」シリーズを買付、ローカーカライズして発売。
現在のオーイズミアニューズのモーターゲームブランドを確立する。
インターグローを2016年3月に退社した後は、ニンジャゲームズジャパン（http://ninjagamesjapan.com/）エムキヤスト株式会社（http://ninjagamesjapan.com/）など自身が出資する複数の会社の非常勤役員を勤める。